# Закон о языке маори (1987)
Закон о языке маори 1987 года (англ. Maori Language Act 1987, маори Ture Reo Māori 1987) — законодательный акт, принятый парламентом Новой Зеландии, который предоставил официальный статус языку маори (te reo Māori) и дал носителям языка право использовать его в государственных структурах, включая суды. В соответствии с законом была учреждена Комиссия по языку маори для развития языка и предоставления консультаций по различным аспектам его функционирования. Закон был существенно пересмотрен в 2016 году.

## Политический контекст
Принятие закона стало результатом многолетней кампании движения народа маори за свои права, а также изменений в общественном мнении после принятия договора Вайтанги 1975 года и деятельности трибунала Вайтанги. В частности, в решениях трибунала Вайтанги отмечалось, что язык маори был «таонгой» (нематериальной ценностью) в соответствии с договором Вайтанги 1975 года. Закон также основывался на ряде международных прецедентов, в первую очередь — ирландский закон Bord na Gaeilge Act 1978 года, и британский закон 1967 года Welsh Language Act 1967, который позволил использовать валлийский язык в судопроизводстве Уэльса. Одной из особенностей закона является отсутствие в нём макронов, поскольку использование макронов для обозначения долготы гласных в законодательстве Новой Зеландии неприемлемо. Тем не менее, предлагается вариант закона, текст которого включает макроны.
Несмотря на своё прогрессивное значение, закон 1987 года не даёт маорийскому языку такого же статуса, как английскому. Например, налоговые декларации граждан Новой Зеландии должны храниться только на английском языке, если только не будет специальной санкции Уполномоченного по внутренним доходам.

## Поправки
Закон был изменён в 1991 году; в частности, было изменено название Комиссии по языку маори, а также несколько расширен перечень учреждений, в которых может использоваться язык маори. В 2016 году закон был существенно переработан. В Новой Зеландии были распространены две версии закона: одна — на маори, другая — на английском языке, с положениями закона, в которых маорийская версия имеет прецедент для перевода на английский.